# Иванов, Виктор Иванович (учёный)
Виктор Иванович Иванов (28 августа 1928, Лодейное поле, Ленинградская область, РСФСР, СССР — 24 марта 1990, Москва, РСФСР, СССР) — советский учёный в области радиационной безопасности, лауреат Государственной премии СССР, доктор физико-математических наук (1971), профессор (1972).
Заведующий кафедрой «Радиационной физики, биофизики и экологии» МИФИ (1962—1964, 1967—1990). Основоположник отечественной научной школы микродозиметрии, один из основателей системы подготовки исследователей в области медицинской физики и биофизики, автор ряда учебных пособий, в том числе первого в СССР «Курса дозиметрии», издававшегося с 1964 года.

## Биография
Родился в 1928 году в городе Лодейное поле. С отличием окончил школу в 1947 году и поступил в ЛЭТИ. В 1951 был переведен в Московский механический институт (c 1953 года — МИФИ) на инженерно-физический факультет.
В 1953 — окончил инженерно-физический факультет МИФИ.
1960 — защитил кандидатскую диссертацию по теме «Исследование ионизации жидкостей под действием рентгеновских лучей» (научный руководитель Н. А. Бах)
1962 — назначен заведующим кафедрой МИФИ № 1 «Радиационная физика, биофизика и экология»
1964—1967 — Работал научным советником постоянного представителя СССР в МАГАТЭ.
1971 — защитил докторскую диссертацию по фундаментальным вопросам дозиметрии.
С 1973 по 1990 г. — являлся председателем секции «Радиационная безопасность» Научного совета «Охрана труда» ГКНТ и ВЦСПС.
Участвовал в работе комиссии по дозиметрической экспертизе аварии на Чернобыльской АЭС при президенте Академии наук СССР.
Скончался 24 марта 1990 года. Похоронен на Кунцевском кладбище города Москвы.

## Награды
- Государственная премия СССР — за цикл работ по обеспечению радиационной безопасности при использовании источников радиационных излучений (1981)[3]

- Орден «Знак Почёта»[4]

- Медаль «В ознаменование 100-летия со дня рождения Владимира Ильича Ленина»[4]

## Основные публикации
1. Дозиметрия ионизирующих излучений: учебное пособие для инженерно-физических и физико-технических вузов и факультетов / В. И. Иванов. — М.: Атомиздат, 1964. — 263 с.
2. Основы микродозиметрии: Учеб. пособие для вузов / Виктор Иванович Иванов, Виталий Николаевич Лысцов . — М.: Атомиздат, 1979 . — 192 с.
3. Курс дозиметрии: Учебник для физических и физико-технических спец. вузов / В. И. Иванов. — 3-е изд., перераб. и доп. — М.: Атомиздат, 1978. — 392
4. Сборник задач по дозиметрии и защите от ионизирующих излучений: Учебное пособие для физических и физико-технических спец. вузов / В. И. Иванов, В. П. Машкович. — 3-е изд., перераб. — М.: Атомиздат, 1980. — 247 с.
5. Справочное руководство по микродозиметрии: справочное издание / В. И. Иванов, В. Н. Лысцов, А. Т. Губин; Под ред. В. И. Иванова. — М.: Энергоатомиздат, 1986. — 184 с.
6. Международная система единиц (СИ) в атомной науке и технике: Справ.руководство / Виктор Иванович Иванов, В. П. Машкович, Э. М. Центер . — М.: Энергоиздат, 1981 . — 199 с.: ил. — Библиогр.:с.196-197.